# San Roque (San Luis)
San Roque es un barrio ubicado en la ciudad de Juana koslay, Departamento Juan Martín de Pueyrredón, provincia de San Luis, Argentina. Se accede por la Ruta 7, al este de la ciudad de San Luis.

## Población
Contaba con 1 010 habitantes (Indec, 2001). Forma parte del componente Juana Koslay que cuenta con 12 467 habitantes (Indec, 2010) que integra la metrópolis del Gran San Luis.